# 車線
車線（しゃせん）とは、車道の通行を円滑に行えるように設置される帯状の部分。

## 車線の幅員
車線の幅員は国によって異なり、日本では3.5メートル (m)、アメリカでは3.66 m、ドイツおよびフランスは3.75 mと決められている。また、路肩の幅員は、日本が2.5 m、アメリカが3.6 m、ドイツおよびフランスが3 mとなっている。

## 車線の種類
複数の車線を設ける場合、車両が左側通行の国（例えば日本）では、最も右側の車線は追越車線であり、それ以外の車線は走行車線と呼ばれる。
これらのメインとなる車線を本線（高速道路では本線車道）という。
本線のほか、付加車線として付加追越車線や登坂車線が設置されることがある。
また、交差点の付加車線には次のような種類がある。
- 直進車線[2]
- 屈折車線
  - 右折車線[3]
  - 左折車線[4]
- 変速車線
  - 減速車線[5] - 減速分流のための車線
  - 加速車線[5] - 加速合流のための車線

## 車線の配置

### 交差点
直進車線を配置する場合、交差点流出部の車線数と同一の直進車線（右折や左折などと混合している場合を含む）を交差点流入部に設置しなければならない。この時、流出部の車線の延長線上に流入部の直進車線が配置されることが原則であり、交差点内で車線がシフトすることは避けるべきである。やむを得ず交差点内でシフトする場合は路面標示の設置により適切に車両を誘導する必要がある。
右折車線は右折に関連した事故や右折待ち車両による交通容量の低下を防ぐ効果があり、交差点において原則として設置しなければならない。例外として「右折禁止の場合」「道路構造令上の第3種第4級、第3種第5級、第4種第3級、第4種第4級に該当する道路で交通処理能力に余裕が見られる場合」「設計速度40 km/h（キロメートル毎時）以下の往復2車線道路で、設計交通量が極めて少ない場合」には右折車線を設けなくてもよい。ただし、道路の安全・円滑において問題が見られる場合は右折禁止規制や時差式信号機の導入など検討する必要がある。空間的に制約があり右折車線としての幅員を確保できないが、右折車線相当の幅員として1.5 mを確保できる場合は直進車線との境界線を設けず右折車線相当のふくらみを設置することがある。この場合、交通容量を大きくすることに期待できるが、併走により接触する事故や大型車が多い路線で中央線をはみ出して対向車と衝突する事故のリスクがあり、正規に右折車線を設けるに越したことはない。
左折車線は直進交通との混合による交通容量の低下や交通流の乱れ、追突を防ぐ効果があり、左折交通が多い場合や左折先の横断歩行者が多い場合など必要に応じて設置される。車線の設置に加え、歩行者と左折交通を分離した信号制御、左折導流路や交通島の設置を併せて実施することで左折交通の円滑化や歩行者の安全確保が図れる。
交差点における付加車線（左折車線・右折車線）の必要な延長は「減速に必要な長さ」と「滞留に必要な長さ」の和で考えられる。「減速に必要な長さ」は正味の減速に必要な長さと、直進車線から付加車線へ移行する際に車両が徐々にシフトするのに必要な長さのいずれも下回ってはならない。

## 日本の法律における車線

### 車線の定義
道路法令（道路構造令）の用語の一種。
道路構造令では、車線は次のように定義されている。
- 一縦列の自動車を安全かつ円滑に通行させるために設けられる帯状の車道の部分（副道を除く）をいう。（道路構造令第2条第1項第5号）

車道が、線で区切ってあるときに、自動車等が通行できる部分をいう。||マークが中央線、|が車線と車線の区切り（車線境界線）だとすれば、以下のようになる。
```
　2車線の道路 　　　　　　|↑||↓|

　4車線の道路 　　 　　|↑|↑||↓|↓|

　6車線の道路 　　　|↑|↑|↑||↓|↓|↓|

　8車線の道路　　|↑|↑|↑|↑||↓|↓|↓|↓|
```

車線の数は、往復（両側）の合計で数えることになっており（道路構造令第5条第2項、第3項、第28条など）、鉄道の「単線」、「複線」が往復の線数をいうことと同じである。なお、法令以外では片側の車線のみを指して「片側○車線」と表現することもあるが、片側などの言葉を用いずに、例えば往復4車線の道路を「2車線」と表記するのは、法令上は間違いである。

### 車両通行帯との関係
似た用語に、道路交通法令の用語として、車両通行帯がある。車両通行帯は片側2車線以上の道路に公安委員会の指定が行われることで初めて車線としての法的な効力を持つもので、車両通行帯（法第20条第1 - 第3項）、路線バス等の優先通行帯（法第20条の2）、道路標示による進路変更の禁止（法第26条の2第3項）、原動機付自転車の二段階右折義務（第34条第5項）、指定通行区分（法35条第1項）、交差点における優先関係（法36条）等の道路交通法上の規定の適用に関わっているものの、公安委員会が指定を行わず放置されている場合もあり、単に片側2車線であることをもって車両通行帯であるかどうかの判別は不可能である（詳細は車両通行帯参照）。なお、中央線のない道路や片側1車線の道路は「車両通行帯のない道路」と表現することとなる。
また、車線変更という言い方も、同じ方向に進行しつつ進行する車線を変更する、と言う意味で一般的には使われるが、これも道路交通法令では用語および解釈が異なる。道路交通法令では進路変更となり、進行する車線の変更と言う意味だけではなく、進路を変更する意味を持つ。すなわち、進行する車線または車両通行帯を変更せずとも、進路延長方向に対し斜め（鋭角）に向いて進行すれば、進路変更に該当する。